# Pierre Legardeur de Repentigny
Pierre Legardeur de Repentigny, né le 10 mars 1657 à Québec en Nouvelle-France et mort le 18 novembre 1736 à Montréal, est un officier et capitaine de la milice canadienne  et des troupes de la Marine.

## Biographie
Pierre Legardeur de Repentigny est le fils aîné de Jean-Baptiste Legardeur de Repentigny, membre du Conseil souverain de la Nouvelle-France et de Marguerite Nicolet. 
En 1685, il est nommé enseigne dans les Troupes de la Marine. La même année, il se marie, le 26 novembre 1685, avec Agathe de Saint-Père, fille de Jean de Saint-Père et de Mathurine Godé.
En avril 1687, il obtint une commission de capitaine de la milice canadienne de la part du gouverneur de la Nouvelle-France, Jacques-René de Brisay.
En 1688, il est élevé au grade de lieutenant après le succès de son expédition militaire contre les Iroquois de l'année précédente.
En 1691, Louis de Buade de Frontenac l'envoie en mission auprès de Philippe Clément du Vuault de Valrennes commandant du fort Frontenac, avec ordre d'abandonner le fort et de rapatrier la troupe vers Québec.
Le 25 novembre 1705, il marie sa fille Marguerite au capitaine Jean-Baptiste de Saint-Ours Deschaillons. 
Le 27 mai 1706, Pierre Legardeur de Repentigny obtint le grade de capitaine dans les troupes de la Marine.
En avril 1733, il est fait chevalier de l'ordre de Saint-Louis.